# Províncies de Turquia
Turquia es divideix en 81 províncies, anomenades ıl en turc (plural ıller).
Una província és administrada per un governador designat pel govern central (Valí), i anteriorment era coneguda amb el nom de "governació" (vilayet).
Les províncies es divideixen en un cert nombre de districtes diferents. Cada província té una àrea governamental (il merkezi) al districte central (merkez ilçe), i pot incloure uns altres districtes (ilçe singular, ilçeler plural). A tot arreu, excepte en tres casos, l'àrea governamental té el mateix nom que la província. Les excepcions són Antioquia (a Hatay), İzmit (a Kocaeli) i Adapazarı (a Sakarya).

## Llista de províncies
| Codi de matrícules d'automòbils | Nom            | Àrea (km²;) | Població de la província | Densitat de població (/km²;) | Capital           | Població de la capital | Cens de la Regió                                         |
| ------------------------------- | -------------- | ----------- | ------------------------ | ---------------------------- | ----------------- | ---------------------- | -------------------------------------------------------- |
| 01                              | Adana          | 14,256      | 2,062,226                | 145                          | Adana (aggl.)     | 1,130,710              | Regió de la Mediterrània (Akdeniz Bölgesi)               |
| 02                              | Adiyaman       | 7,572       | 588,475                  | 78                           | Adiyaman          | 178,538                | Regió d'Anatòlia del Sud-est (Güneydou Anadolum Bölgesi) |
| 03                              | Afyonkarahisar | 14,532      | 701,326                  | 48                           | Afyonkara Hisar   | 128,516                | Regió de l'Egeu (Ege Bölgesi)                            |
| 04                              | Ağrı           | 11,315      | 537,665                  | 48                           | Ağrı              | 79,764                 | Regió d'Anatòlia Oriental (Doğu Anadolu Bölgesi)         |
| 05                              | Amasya         | 5,731       | 365,231                  | 63                           | Amasya            | 74,393                 | Regió de la Mar Negra (Karadeniz Bölgesi)                |
| 06                              | Ankara         | 25,615      | 5,017,914                | 156                          | Ankara (aggl.)    | 3,203,362              | Regió d'Anatòlia Central (İç Anadolu Bölgesi)            |
| 07                              | Antalya        | 20,599      | 1,719,751                | 83                           | Antalya           | 603,190                | Regió de la Mediterrània (Akdeniz Bölgesi)               |
| 08                              | Artvin         | 7,493       | 191,934                  | 25                           | Artvin            | 23,157                 | Regió de la Mar Negra (Karadeniz Bölgesi)                |
| 09                              | Aydin          | 7,922       | 950,757                  | 120                          | Aydın             | 142,267                | Regió de l'Egeu (Ege Bölgesi)                            |
| 10                              | Balikesir      | 14,442      | 1,076,347                | 74                           | Balikesir         | 215,436                | Regió de la Màrmara (Marmara Bölgesi)                    |
| 11                              | Bilecik        | 4,181       | 194,326                  | 46                           | Bilecik           | 34,105                 | Regió de la Màrmara (Marmara Bölgesi)                    |
| 12                              | Bingöl         | 8,402       | 253,739                  | 30                           | Bingöl            | 68,876                 | Regió d'Anatòlia Oriental (Doğu Anadolu Bölgesi)         |
| 13                              | Bitlis         | 8,413       | 388,678                  | 46                           | Bitlis            | 44,923                 | Regió d'Anatòlia Oriental (Doğu Anadolu Bölgesi)         |
| 14                              | Bolu           | 10,716      | 270,654                  | 25                           | Bolu              | 84,565                 | Regió de la Mar Negra (Karadeniz Bölgesi)                |
| 15                              | Burdur         | 7,238       | 256,803                  | 35                           | Burdur            | 63,363                 | Regió de la Mediterrània (Akdeniz Bölgesi)               |
| 16                              | Bursa          | 11,087      | 3,594,687                | 191                          | Bursa (aggl.)     | 2,625,140              | Regió de la Màrmara (Marmara Bölgesi)                    |
| 17                              | Çanakkale      | 9,887       | 464,975                  | 47                           | Çanak Kale        | 75,810                 | Regió de la Màrmara (Marmara Bölgesi)                    |
| 18                              | Çankiri        | 8,411       | 270,355                  | 32                           | Çankırı           | 62,508                 | Regió d'Anatòlia Central (İç Anadolu Bölgesi)            |
| 19                              | Çorum          | 12,833      | 597,065                  | 46                           | Çorum             | 161,321                | Regió de la Mar Negra (Karadeniz Bölgesi)                |
| 20                              | Denizli        | 11,716      | 950,029                  | 72                           | Denizli           | 350,000                | Regió de l'Egeu (Ege Bölgesi)                            |
| 21                              | Diyarbakır     | 15,162      | 1,362,708                | 89                           | Diyarbekir        | 545,983                | Regió d'Anatòlia del Sud-est (Güneydou Anadolu Bölgesi)  |
| 22                              | Edirne         | 6,241       | 402,606                  | 64                           | Edirne            | 119,298                | Regió de la Màrmara (Marmara Bölgesi)                    |
| 23                              | Elâzığ         | 9,181       | 569,616                  | 62                           | Elâzığ            | 266,495                | Regió d'Anatòlia Oriental (Doğu Anadolu Bölgesi)         |
| 24                              | Erzincan       | 11,974      | 316,841                  | 26                           | Erzincan          | 107,175                | Regió d'Anatòlia Oriental (Doğu Anadolu Bölgesi)         |
| 25                              | Erzurum        | 24,741      | 937,389                  | 37                           | Erzurum           | 361,235                | Regió d'Anatòlia Oriental (Doğu Anadolu Bölgesi)         |
| 26                              | Eskişehir      | 13,904      | 706,009                  | 50                           | Eskişehir         | 482,793                | Regió d'Anatòlia Central (İç Anadolu Bölgesi)            |
| 27                              | Gaziantep      | 7,194       | 1,285,249                | 178                          | Gaziantep (aggl.) | 853,513                | Regió d'Anatòlia del Sud-est (Güneydou Anadolu Bölgesi)  |
| 28                              | Giresun        | 7,151       | 523,819                  | 73                           | Giresun           | 83,636                 | Regió de la Mar Negra (Karadeniz Bölgesi)                |
| 29                              | Gümüşhane      | 6,125       | 186,953                  | 30                           | Gümüşhane         | 30,270                 | Regió de la Mar Negra (Karadeniz Bölgesi)                |
| 30                              | Hakkâri        | 7,729       | 236,581                  | 30                           | Hakkâri           | 58,145                 | Regió d'Anatòlia Oriental (Doğu Anadolu Bölgesi)         |
| 31                              | Hatay          | 5,403       | 1,448,418                | 268                          | Antioquia         | 202,216                | Regió de la Mediterrània (Akdeniz Bölgesi)               |
| 32                              | Isparta        | 8,733       | 513,681                  | 58                           | Isparta           | 148,496                | Regió de la Mediterrània (Akdeniz Bölgesi)               |
| 33                              | Mersin         | 15,737      | 2,271,400                | 304                          | Mersin            | 1,375,842              | Regió de la Mediterrània (Akdeniz Bölgesi)               |
| 34                              | Istanbul       | 5,170       | 11,622,257               | 1,937                        | Istanbul (aggl.)  | 11,008,790             | Regió de la Màrmara (Marmara Bölgesi)                    |
| 35                              | Esmirna        | 11811       | 3,370,866                | 285                          | Esmirna (aggl.)   | 2,232,265              | Regió de l'Egeu (Ege Bölgesi)                            |
| 36                              | Kars           | 9,594       | 325,016                  | 33                           | Kars              | 78,473                 | Regió d'Anatòlia Oriental (Doğu Anadolu Bölgesi)         |
| 37                              | Kastamonu      | 13,473      | 375,476                  | 27                           | Kastamonu         | 64,606                 | Regió de la Mar Negra (Karadeniz Bölgesi)                |
| 38                              | Kayseri        | 17,116      | 1,060,432                | 61                           | Kayseri (aggl.)   | 536,392                | Regió d'Anatòlia Central (İç Anadolu Bölgesi)            |
| 39                              | Kırklareli     | 6,056       | 328,461                  | 54                           | Kırklareli        | 53,221                 | Regió de la Màrmara (Marmara Bölgesi)                    |
| 40                              | Kırşehir       | 6,434       | 253,239                  | 39                           | Kırşehir          | 88,105                 | Regió d'Anatòlia Central (İç Anadolu Bölgesi)            |
| 41                              | Kocaeli        | 3635        | 1,206,085                | 331                          | İzmit             | 195,699                | Regió de la Màrmara (Marmara Bölgesi)                    |
| 42                              | Konya          | 40,824      | 2,192,166                | 53                           | Konya (aggl.)     | 742,690                | Regió d'Anatòlia Central (İç Anadolu Bölgesi)            |
| 43                              | Kütahya        | 12,119      | 656,903                  | 54                           | Kütahya           | 166,665                | Regió de l'Egeu (Ege Bölgesi)                            |
| 44                              | Malatya        | 12,235      | 853,658                  | 69                           | Malatya           | 381,081                | Regió d'Anatòlia Oriental (Doğu Anadolu Bölgesi)         |
| 45                              | Manisa         | 13,120      | 1,260,169                | 96                           | Manisa            | 214,345                | Regió de l'Egeu (Ege Bölgesi)                            |
| 46                              | Kahramanmaraş  | 14,213      | 1,002,384                | 70                           | Kahramanmaraş     | 326,198                | Regió de la Mediterrània (Akdeniz Bölgesi)               |
| 47                              | Mardin         | 9,097       | 705,098                  | 77                           | Mardin            | 65,072                 | Regió d'Anatòlia del Sud-est (Güneydou Anadolu Bölgesi)  |
| 48                              | Muğla          | 12,716      | 715,328                  | 56                           | Muğla             | 43,845                 | Regió de l'Egeu (Ege Bölgesi)                            |
| 49                              | Muş            | 8,023       | 453,654                  | 56                           | Muş               | 67,927                 | Regió d'Anatòlia Oriental (Doğu Anadolu Bölgesi)         |
| 50                              | Nevşehir       | 5,438       | 309,914                  | 56                           | Nevşehir          | 67,864                 | Regió d'Anatòlia Central (İç Anadolu Bölgesi)            |
| 51                              | Niğde          | 7,318       | 348,081                  | 47                           | Niğde             | 78,088                 | Regió d'Anatòlia Central (İç Anadolu Bölgesi)            |
| 52                              | Ordu           | 5,894       | 887,765                  | 150                          | Ordu              | 112,525                | Regió de la Mar Negra (Karadeniz Bölgesi)                |
| 53                              | Rize           | 3,792       | 365,938                  | 96                           | Rize              | 78,144                 | Regió de la Mar Negra (Karadeniz Bölgesi)                |
| 54                              | Sakarya        | 4,895       | 756,168                  | 154                          | Adapazari         | 283,752                | Regió de la Màrmara (Marmara Bölgesi)                    |
| 55                              | Samsun         | 9,474       | 1,209,137                | 127                          | Samsun (aggl.)    | 363,180                | Regió de la Mar Negra (Karadeniz Bölgesi)                |
| 56                              | Siirt          | 5,465       | 263,676                  | 48                           | Siirt             | 98,281                 | Regió d'Anatòlia del Sud-est (Güneydou Anadolu Bölgesi)  |
| 57                              | Sinop          | 5,858       | 225,574                  | 38                           | Sinope            | 30,502                 | Regió de la Mar Negra (Karadeniz Bölgesi)                |
| 58                              | Sivas          | 28,129      | 755,091                  | 26                           | Sivas             | 251,776                | Regió d'Anatòlia Central (İç Anadolu Bölgesi)            |
| 59                              | Tekirdağ       | 6,345       | 623,591                  | 98                           | Tekirdağ          | 107,191                | Regió de la Màrmara (Marmara Bölgesi)                    |
| 60                              | Tokat          | 9,912       | 828,027                  | 83                           | Tokat             | 113,100                | Regió de la Mar Negra (Karadeniz Bölgesi)                |
| 61                              | Trabzon        | 4,495       | 975,137                  | 216                          | Trabzon           | 214,949                | Regió de la Mar Negra (Karadeniz Bölgesi)                |
| 62                              | Tunceli        | 7,406       | 93,584                   | 12                           | Tunceli           | 25,041                 | Regió d'Anatòlia Oriental (Doğu Anadolu Bölgesi)         |
| 63                              | Şanlıurfa      | 19,091      | 1,443,422                | 75                           | Şanlıurfa         | 385,588                | Regió d'Anatòlia del Sud-est (Güneydou Anadolu Bölgesi)  |
| 64                              | Uşak           | 5,174       | 322,313                  | 62                           | Uşak              | 137,001                | Regió de l'Egeu (Ege Bölgesi)                            |
| 65                              | Van            | 20,927      | 1,022,330                | 41                           | Van               | 284,464                | Regió d'Anatòlia Oriental (Doğu Anadolu Bölgesi)         |
| 66                              | Yozgat         | 14,083      | 682,919                  | 48                           | Yozgat            | 73,930                 | Regió d'Anatòlia Central (İç Anadolu Bölgesi)            |
| 67                              | Zonguldak      | 3,470       | 615,599                  | 177                          | Zonguldak         | 104,276                | Regió de la Mar Negra (Karadeniz Bölgesi)                |
| 68                              | Aksaray        | 8,051       | 396,084                  | 49                           | Aksaray           | 129,949                | Regió d'Anatòlia Central (İç Anadolu Bölgesi)            |
| 69                              | Bayburt        | 4,043       | 97,358                   | 24                           | Bayburt           | 32,285                 | Regió de la Mar Negra (Karadeniz Bölgesi)                |
| 70                              | Karaman        | 8,816       | 243,210                  | 27                           | Karaman           | 105,384                | Regió d'Anatòlia Central (İç Anadolu Bölgesi)            |
| 71                              | Kırıkkale      | 45,89       | 383,508                  | 83                           | Kırıkkale         | 205,078                | Regió d'Anatòlia Central (İç Anadolu Bölgesi)            |
| 72                              | Batman         | 4,671       | 456,734                  | 97                           | Batman            | 246,678                | Regió d'Anatòlia del Sud-est (Güneydou Anadolu Bölgesi)  |
| 73                              | Şırnak         | 7,296       | 353,197                  | 48                           | Şırnak            | 52,743                 | Regió d'Anatòlia del Sud-est (Güneydou Anadolu Bölgesi)  |
| 74                              | Bartın         | 1,960       | 184,178                  | 93                           | Bartın            | 35,992                 | Regió de la Mar Negra (Karadeniz Bölgesi)                |
| 75                              | Ardahan        | 5,495       | 133,756                  | 24                           | Ardahan           | 17,274                 | Regió d'Anatòlia Oriental (Doğu Anadolu Bölgesi)         |
| 76                              | Tsolakert      | 3,584       | 168,634                  | 47                           | Tsolakert         | 59,880                 | Regió d'Anatòlia Oriental (Doğu Anadolu Bölgesi)         |
| 77                              | Yalova         | 847         | 168,593                  | 200                          | Yalova            | 70,118                 | Regió de la Màrmara (Marmara Bölgesi)                    |
| 78                              | Karabük        | 2,420       | 225,102                  | 93                           | Karabük           | 100,749                | Regió de la Mar Negra (Karadeniz Bölgesi)                |
| 79                              | Kilis          | 1,642       | 114,724                  | 70                           | Kilis             | 70,670                 | Regió d'Anatòlia del Sud-est (Güneydou Anadolu Bölgesi)  |
| 80                              | Osmaniye       | 3,767       | 458,782                  | 124                          | Osmaniye          | 173,977                | Regió de la Mediterrània (Akdeniz Bölgesi)               |
| 81                              | Düzce          | 3,641       | 314,261                  | 90                           | Düzce             | 56,649                 | Regió de la Mar Negra (Karadeniz Bölgesi)                |

- Dades de població segons cens del 2009.[1]
- Després de Zonguldak, l'ordenació es fa segons els números indicadors de província de les matrícules dels vehicles, més que no pas per ordre alfabètic, atès que hi ha províncies que es van crear de nou i van ser anomenades pel govern

## Províncies extintes
- Bayazit, ara part de la província d'Ağrı.
- Çatalca, ara part de la província d'Istanbul.
- Elazığ Madeni, ara part de la província d'Elâzığ.
- Gal·lípoli, ara part de la província de Çanakkale.
- Genç, ara part de la província de Bingöl.
- Kozan, ara part de la província d'Adana.
- Ebinkarahisar, ara part de la província de Giresun.
- Siverek, ara part de la província de Şanlıurfa.
- Silifke, ara part de la província de Mersin.